# Girl Who Got Away
Girl who got away es el nombre del cuarto álbum de la cantante inglesa Dido Armstrong, lanzado el 4 de marzo de 2013.

## Antecedentes
Dido anunció a través de su página oficial que la grabación de su nuevo álbum se había producido entre Londres y California, y que parte del nuevo material había sido grabado en su habitación de hotel con un teclado y un micrófono. También ha descrito su disco como un gran y divertido espectáculo electrónico. En una entrevista con el Daily Mail, Dido reveló que su nuevo material cuenta con la producción de Rollo Armstrong y Sister Bliss de Faithless, Lester Mendez, A. R. Rahman, Rick Nowels, Greg Kurstin, Brian Eno y Jeff Bhasker. 
Dio a conocer la lista de canciones a través de su cuenta de Twitter,

## Sencillos
- «Let Us Move On» fue lanzado como sencillo promocional el 17 de diciembre de 2012.[4] Cuenta con la colaboración del rapero Kendrick Lamar
- «No Freedom» es el primer sencillo oficial del álbum lanzado el 18 de enero de 2013. Llegó a ocupar el número 51 en el Reino Unido.
- «End of Night» está previsto su lanzamiento como segundo sencillo aún sin fecha.

## Lista de canciones
| Edición estándar |                                       |                                                               |                     |          |  |
| N.º              | Título                                | Escritor(es)                                                  | Productor(es)       | Duración |  |
| 1.               | «No Freedom»                          | Dido Armstrong, Rick Nowels                                   | Rollo, Dido, Nowels | 3:16     |  |
| 2.               | «Girl Who Got Away»                   | D. Armstrong, Rollo Armstrong                                 | Dido, Rollo         | 3:23     |  |
| 3.               | «Let Us Move On» (con Kendrick Lamar) | D. Armstrong, R. Armstrong, Jeff Bhasker, Lamar, Pat Reynolds | Rollo, Dido         | 4:10     |  |
| 4.               | «Blackbird»                           | D. Armstrong, R. Armstrong                                    | Rollo, Dido         | 4:09     |  |
| 5.               | «End of Night»                        | D. Armstrong, Greg Kurstin                                    | Kurstin             | 3:58     |  |
| 6.               | «Sitting On the Roof of the World»    | D. Armstrong, Nowels, R. Armstrong                            | Rollo, Dido         | 3:18     |  |
| 7.               | «Love to Blame»                       | D. Armstrong, R. Armstrong, John Harrison, Vera Bohl          | Rollo, Dido, P*Nut  | 4:36     |  |
| 8.               | «Go Dreaming»                         | D. Armstrong, R. Armstrong, Nowels                            | Rollo, Dido         | 4:24     |  |
| 9.               | «Happy New Year»                      | D. Armstrong, Kurstin, R. Armstrong                           | Kurstin             | 3:29     |  |
| 10.              | «Loveless Hearts»                     | D. Armstrong, R. Armstrong                                    | Rollo, Dido         | 3:05     |  |
| 11.              | «Day Before We Went to War»           | D. Armstrong, R. Armstrong, Brian Eno                         | Rollo, Dido         | 5:12     |  |

| iTunes Store bonus track |                                    |                      |                     |          |  |
| N.º                      | Título                             | Escritor(es)         | Productor(es)       | Duración |  |
| 12.                      | «No Freedom» (Benny Benassi Remix) | D. Armstrong, Nowels | Rollo, Dido, Nowels | 5:58     |  |

### Edición especial
Además, el disco contará con una edición de lujo que cuenta con un total de 17 canciones, 6 más que la edición normal, con 2 remixes (entre los que se incluyen uno de Everything to lose) y 4 canciones extras.
| Edición especial (Disco 2) |                                               |                                                      |                           |          |  |
| N.º                        | Título                                        | Escritor(es)                                         | Productor(es)             | Duración |  |
| 1.                         | «Let Us Move On» (con Kendrick Lamar)         | D. Armstrong, R. Armstrong, Bhasker, Lamar, Reynolds | Bhasker, Plain Pat        | 4:32     |  |
| 2.                         | «All I See» (con Pete Miser)                  | D. Armstrong, Pete Ho                                | Dido, Rollo, Miser        | 3:44     |  |
| 3.                         | «Just Say Yes»                                | D. Armstrong, Lester Mendez, R. Armstrong            | Rollo, Dido               | 3:35     |  |
| 4.                         | «Let's Runaway»                               | D. Armstrong, Kurstin                                | Kurstin                   | 4:23     |  |
| 5.                         | «Everything to Lose» (Armin Van Buuren Remix) | D. Armstrong, Ayalah Bentovim, R. Armstrong          | Rollo, Dido, Sister Bliss | 5:55     |  |
| 6.                         | «Lost»                                        | D. Armstrong, Jon Brion, Matt Chamberlain            | Brion                     | 4:17     |  |